# Дардански договор
Дарданският мирен договор е наименованието на сключеното през 85 г. пр.н.е. споразумение за прекратяване на военните действия между римляните предвождани от Луций Корнелий Сула и понтийския цар Митридат VI, което формално слага край на Първата Mитридатова война.

## Предистория
След началото на войната с Рим през 89 г. пр.н.е. цар Митридад постига бързи и внушителни успехи като успява да постави под властта си цяла Западна Мала Азия и дори да пренесе военните действия в европейските владения на римляните като окупира важни гръцки острови като Делос и привлече за съюзници градове като Атина. Въпреки това умелата съпротива на малобройните римски части в провинция Македония под началството на Брутий Сура временно попречва на напредването на понтийците, а пристигането на консула Луций Корнелий Сула с пет легиона в Гърция през 87 г. пр.н.е. се оказва решаващо за изхода на войната.
Сула действа целеустроумено и подлага Атина на обсада като я превзема с щурм през март 86 г. пр.н.е., след което разбива главните понтийски армии първо в битка при Херонея, а по-късно и в битка при Орхомен. Тези тежки поражения правят положението на Митридат и силите му в Европа неудържимо, но самият победител също изпада в сложно положение тъй като, докато Сула се бие в Гърция в Рим властта е овладяна от неговите врагове предвождани от Гай Марий. Докато Сула се намира в Беотия той приема да се срещне с победения от него понтийски генерал Архелай, който започва предварителни преговори за мир, вероятно с благословията на цар Митридат. Двамата изработват изчерпателни условия за мир, които са препратени за одобрение от Митридат, някои от които той не е склонен да приеме.
Скоро преди тези решителни времена на сцената се появавя и трети актьор, който оказва съществено влияние върху хода на събитията. Това е армията на Луций Валерий Флак, която е изпратена от Сената, за да поеме борбата с Митридат от Сула. Неиният командир Флак става жертва на бунт организиран от неговия подчинен Гай Флавий Фимбрия, който узурпира командването. Макар да губи подкрепата на Сената той е твърдо решен да се покрие със слава като победи Митридат и бързо навлиза във Витиния, където подлага не опустошение множество градове и побеждава изпратени срещу него понтийски сили. Самият Митридат е принуден да избяга от Пергам преследван по петите от Фимбрия до пристанището Питане, където е обсаден. Царят успява да се изплъзне с лодка и с позволението на морския командир Лукул, който също пристига с флот при града и като привърженик на Сула предпочита да отхвърли предложението на Фимбрия за съвместни действия.
Намирайки се между чука и наковалнята Митридат предпочита да приеме мира предложен от Сула, който вече разполага и с флот способен да пренесе войските му в Азия.

## Сключване и условия на договора
Срещата между Луций Корнелий Сула и царя на Понт се състои през есента на 85 г. пр.н.е. до град Дардан в областта Троада и е описана от историците Апиан и Плутарх. Митридат желае да направи силно впечатление и пристига с двеста кораби и придружен от 20 000 пехотинци и 6000 кавалеристи. Сула от своя страна се представя с по-скромна група от придружители състояща се от 1000 легионери и 200 кавалеристи. Пръв проговаря Митридат, който се оплаква от държанието на римляните преди войната, като стоварва вината за конфликта върху римските генерали и управители. Сула му отговаря със своя реч, в която подчертава пролятата от царя невинна кръв и катастрофата на митридатовата авантюра в Гърция довела до 160 000 жертви за понтийците. Митридат прекъсва римлянина като обявява, че приема условията за мир договорени по-рано между Сула и Архелай. Преговорите завършват и договорът е сключен пред събралото се множество съобразно традицията с прегръдка между двамата и целувка по бузите.
Приетите от Митридат VI условия на мирния договор включват:
- Завръщане към териториалното статукво от преди 89 г. пр.н.е. и оттегляне на понтийците от римската провинция Азия, от спорната част на Пафлагония, Витиния и Кападокия.
- Възстановяване на Никомед IV Филопатор на трона на Витиния, а Ариобарзан I на трона на Кападокия, задача с която е натоварен легата Курион след като се справи с Фимбрия.
- Царят трябва да предаде 70 напълно оборудвани бойни кораби и 500 стрелци с лък.
- Военнопленниците се освобождават, а дезертьорите и избягалите роби се предават за наказание.
- Митридат трябва да плати 2000 таланта обезщетение.
- Сула обещава, че царят ще бъде обявен за „приятел и съюзник“ на Рим.
- Обявява се обща амнистия.

## Последици
Благодарение на обстоятелствата и на това, че Сула има нужда от мир, за да насочи вниманието си срещу враговете си в Рим, Митридат получава относително леки мирни условия. В сравнение с други царе водили тежки войни с Рим като Антиох III, понтийският цар излиза от конфликта без особени загуби. Сумата от 2000 таланта, която той трябва да заплати се оказва малка и равна на обезщетението, което Митридат изисква през войната от остров Хиос заради бунта му, а лишаването от 500 стрелци и 70 кораби го оставя с армия от 80 000 войници и 100 кораби.
От римска гледна точка този договор е посрещнат с негодувание от войниците на Сула още при сключването му, но той успява да насочи вниманието им към предстоящата конфронтация с Фимбрия. Спазването на договора, от друга страна, тежи изцяло върху Сула и неговата политическа мощ тъй като Сенатът, който е контролиран от популарите на Гай Марий, изобщо не признава договора.
Във всеки случай мирният договор от Дардан се оказва временно и нетрайно решение тъй като само две години след сключването му започва Втората Митридатова война.